# استودیو کلریدو
استودیو کلریدو (انگلیسی: Studio Colorido) شرکت رسانه‌ای ژاپنی است، که در سال ۲۰۱۱ تأسیس شد.